# デーチョ地域

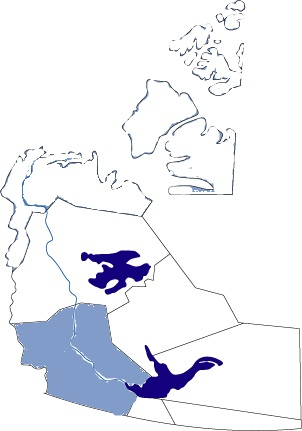
ノースウエスト準州のデーチョ地域の位置

デーチョ地域（英語：Dehcho Region）は、ノースウエスト準州の地方行政区の1つ。ノースウエスト準州の南西部にあり、6つのコミュニティーから成る。行政区役所はフォートシンプソンズにおかれている。デーチョ地域のすべてのコミュニティーは、ファースト・ネーションで占められている。

## コミュニティー
デーチョ地域のコミュニティーは村が一つ、ハムレットが一つ、ファースト・ネーション指定自治体（First Nation - Designated Authority ）が2つ、ディネ部族指定自治体（Dene Band - Designated Authority）が2つある。
| コミュニティー名     | ローマ字表記     | 先住民呼称と意訳                  | 行政形態                                                        | 人口（2021年） | 2016年からの増減率 | 位置                                                                |
| フォートリアード     | Fort Liard       | Echaot'l Koe; 巨人の地からの人々  | ハムレット                                                      | 468人          | -6.4%              | 北緯60度14分27秒 西経123度28分11秒 / 北緯60.24083度 西経123.46972度 |
| フォートシンプソン   | Fort Simpson     | Liidlii Kue; 川が集まるところ     | 村                                                              | 1,232人        | 2.5%               | 北緯61度51分47秒 西経121度21分18秒 / 北緯61.86306度 西経121.35500度 |
| ジャンマリー・リバー | Jean Marie River | Tthedzehk'edeli; 泥の上を流れる水 | ファースト・ネーション指定自治体 (TthedzehK'edeli First Nation) | 63人           | -18.2%             | 北緯61度31分33秒 西経120度37分38秒 / 北緯61.52583度 西経120.62722度 |
| ナハニービュット     | Nahanni Butte    | Tthenáágó; 堅い岩                 | ディネ部族指定自治体 (Nahanni Butte Dene Band)                  | 81人           | -6.9%              | 北緯61度02分02秒 西経123度22分50秒 / 北緯61.03389度 西経123.38056度 |
| トラウト・レイク     | Trout Lake       | Sambaa K'e                        | ディネ部族指定自治体 (Sambaa K'e Dene Band)                     | 97人           | 10.2%              | 北緯60度26分33秒 西経121度14分43秒 / 北緯60.44250度 西経121.24528度 |
| リグリー             | Wrigley          | Pedzéh Kñ; 泥のところ             | ファースト・ネーション指定自治体 (Pehdzeh Ki First Nation)      | 117人          | -1.7%              | 北緯63度13分41秒 西経123度28分12秒 / 北緯63.22806度 西経123.47000度 |